# Marzhing (sockenhuvudort i Kina, Qinghai Sheng, lat 33,30, long 100,40)
Marzhing (kinesiska: 满掌, 满掌乡, 莫日贡玛达) är en sockenhuvudort i Kina. Den ligger i provinsen Qinghai, i den nordvästra delen av landet, omkring 390 kilometer söder om provinshuvudstaden Xining. Antalet invånare är 2 655. Befolkningen består av 1 316 kvinnor och 1 339 män. Barn under 15 år utgör 26,0 %, vuxna 15-64 år 68 %, och äldre över 65 år 4,0 %.
Runt Marzhing är det mycket glesbefolkat, med 2 invånare per kvadratkilometer. Närmaste större samhälle är Wa'eryi, 13,5 km öster om Marzhing. Trakten runt Marzhing består i huvudsak av gräsmarker.
Genomsnittlig årsnederbörd är 840 millimeter. Den regnigaste månaden är juni, med i genomsnitt 188 mm nederbörd, och den torraste är december, med 3 mm nederbörd.